# Гришковка (Полтавская область)
Гришковка (укр. Гришківка) — бывшее село Смотриковского сельсовета Пирятинского района Полтавской области Украины.
Село ликвидировано 24 марта 1987 года решением исполкома Полтавского областного Совета народных депутатов..

## Географическое положение
Село Гришковка находилось на расстоянии в 1 км от села Смотрики. Около села протекает пересыхающий ручей с запрудой.

## История
- Было приписано к Предтечиевской церкви в Малютинцах.[2]
- Село указано на специальной карте Западной части России Шуберта 1826-1840 годов.[3]
- 1987 — село ликвидировано.[1].